# Jandaia (Goiás)
Jandaia es un municipio brasileño del estado de Goiás. Se encuentra en la meseta central del Brasil, en la Mesorregión del Sur Goiano y en la Microrregión del Vale do Rio dos Bois, situado entre el Colina del Segredo y la Sierra del Boqueirão, en las coordenadas geográficas 17° 02' 56" S 50° 08' 45" E, a 637 m de altitud, y dista 120 km de la capital estatal, Goiânia, y 329 km de la capital federal, Brasilia. Contando cerca de 6200 habitantes, el municipio cubre un área de 864,1 km².